# سوزانا برن
سوزانا برن (بالإنجليزية: Suzanne Berne)‏ (17 يناير 1961، واشنطن العاصمة في الولايات المتحدة)؛ كاتِبة وروائية أمريكية. درست في جامعة ويسليان.